# Heyuan
För andra betydelser, se Heyuan (olika betydelser).
Heyuan, tidigare romaniserat Hoyün, är en stad på prefekturnivå i Guangdong-provinsen i Folkrepubliken Kina. Den ligger omkring 200 kilometer nordost om provinshuvudstaden Guangzhou. Majoriteten av stadens befolkning tillhör hakka-folket. Vid orten finns vattenreservoaren Xinfengjiang.

## Administrativ indelning
Heyuan är indelad i ett stadsdistrikt och fem härad:
| Heyuan                                             | Namn   | Kinesiska      | Pinyin        | Typ     | Befolkning (2020) | Yta (km²) | Befolknings- täthet (inv/km²) |
| -------------------------------------------------- | ------ | -------------- | ------------- | ------- | ----------------- | --------- | ----------------------------- |
| Yuancheng Zijin Longchuan Lianping Heping Dongyuan |        |                |               |         |                   |           |                               |
| Yuancheng                                          | 源城区 | Yuánchéng qū   | Stadsdistrikt | 703 607 | 361               | 1 947     |                               |
| Zijin                                              | 紫金县 | Zǐjīn xiàn     | Härad         | 551 095 | 3 635             | 152       |                               |
| Longchuan                                          | 龙川县 | Lóngchuān xiàn | Härad         | 595 471 | 3 081             | 193       |                               |
| Lianping                                           | 连平县 | Liánpíng xiàn  | Härad         | 285 224 | 2 275             | 125       |                               |
| Heping                                             | 和平县 | Hépíng xiàn    | Härad         | 353 903 | 2 291             | 154       |                               |
| Dongyuan                                           | 东源县 | Dōngyuán xiàn  | Härad         | 348 386 | 4 009             | 87        |                               |

## Klimat
Genomsnittlig årsnederbörd är 2 159 millimeter. Den regnigaste månaden är maj, med i genomsnitt 506 mm nederbörd, och den torraste är oktober, med 28 mm nederbörd.

## Vänorter
- Kota Kinabalu,  Malaysia
- Tieling, Liaoning,  Kina